# Don't Forget (canción de Sky Ferreira)
«Don't Forget» —en español: «No olvidar»— es una canción interpretada por la cantante y compositora estadounidense Sky Ferreira e incluida en su segundo álbum de estudio, Masochism. Ferreira se encargó de componerla y producirla junto con Jorge Elbrecht y Tamaryn. El 31 de marzo de 2022, la cantante reveló que «Don't Forget» sería el segundo sencillo del álbum, posteriormente lanzado el 25 de mayo del mismo año.

## Antecedentes y composición
El 18 de mayo de 2022, Capitol Records anunció en un tuit que la canción se titulaba «Don’t Forget» y sería publicada el 25 de mayo como el segundo sencillo de su álbum, Masochism
Ferreira compuso y produjo «Don't Forget» junto a Jorge Elbretch y la cantante neozelandesa Tamaryn. Es una canción que mezcla géneros como rock e influencias post-punk y new wave. También posee elementos pertenecientes al pop y combina sintetizadores y guitarras eléctricas que se mantienen presentes durante todo la pista. En cuanto a su letra, «Don't Forget» habla sobre no perdonar, sueños enfermos y la falsa sensación de libertad que se tiene hoy en día.

## Comentarios de la crítica
«Don't Forget» recibió diversas reseñas, la mayoría positivas, por parte de los críticos musicales. Randall Roberts, Jason Lipshutz de Billboard, afirmó que la pista fue un sencillo pop «exuberante y poderoso» que recuerda el sonido de su álbum debut Night Time, My Time (2013). Ellie Robinson de la revista NME la describió como un «corte ahumado y conmovedor» de new wave. Según Chris Richards de The Washington Post, declaró que «las grandes canciones pop no necesitan encarnar la extrañeza del estado de ánimo estadounidense a su llegada, pero es genial cuando lo hacen, especialmente cuando todo se siente como un problema técnico». Richards también elogió la voz de Ferreira, diciendo que es la «perfecta voz de canción pop recitando fragmentos de poesía mística entre el canto y el suspiro».

## Créditos y personal
- Voz principal – Sky Ferreira
- Grabación – Morgan Stratton y Ira Grylack
- Mezcla – Jorge Elbrecht
- Producción musical – Sky Ferreira y Jorge Elbrecht
- Programación – Jorge Elbrecht
- Masterización – Heba Kadry
- Composición musical  – Sky Ferreira, Jorge Elbrecht y Tamaryn Brown
- Violín – Ben Sutin y Ally Jenkins
- Viola – Anna Stromer
- Cello – Ansel Cohen
- Trompeta – Augie Haas y Dennis Hernandez

Fuentes: Discogs y Genius.